# Kozace, Krînîcikî
Kozace (în ucraineană Козаче) este un sat în comuna Huleaipole din raionul Krînîcikî, regiunea Dnipropetrovsk, Ucraina.

## Demografie
Componența lingvistică a localității Kozace
     Ucraineană (91,84%)
     Rusă (2,04%)
Conform recensământului din 2001, majoritatea populației localității Kozace era vorbitoare de ucraineană (91,84%), existând în minoritate și vorbitori de rusă (2,04%).